# Sâncrai, Alba

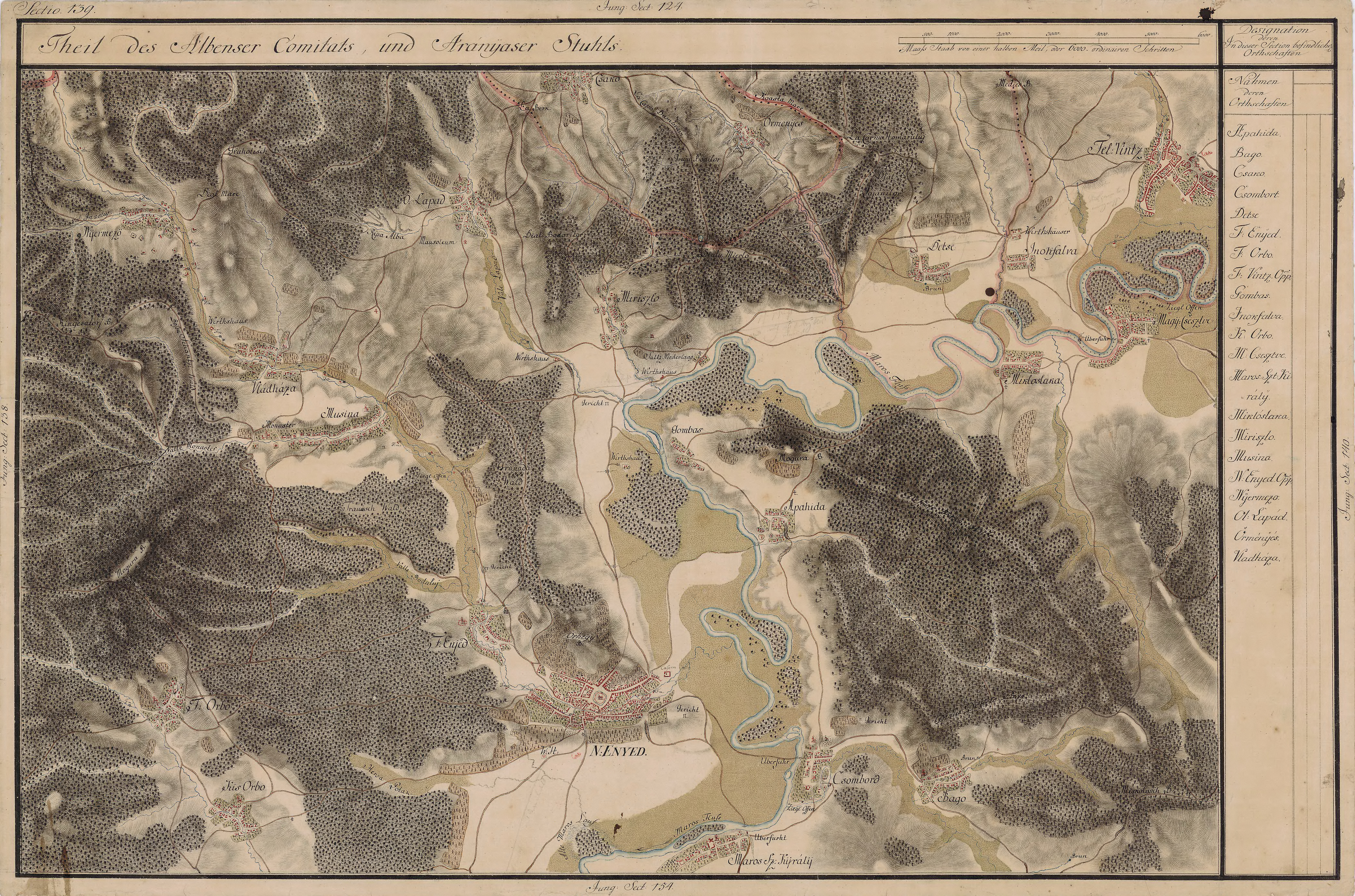
Sâncrai pe Harta Iosefină a Transilvaniei, 1769-1773 (Sectio 139)

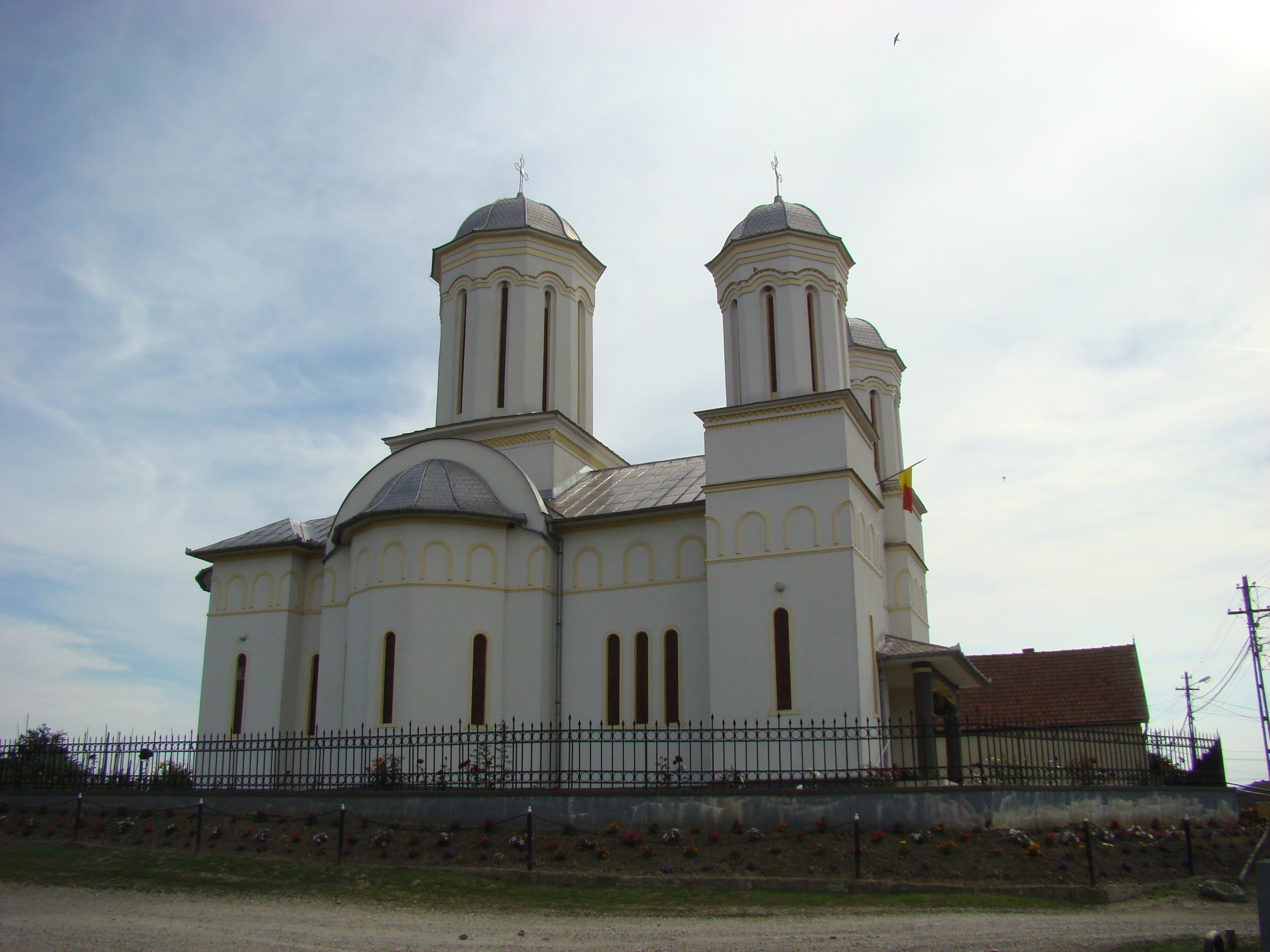
Biserica ortodoxă nouă cu hramul „Sfânta Treime”

Sâncrai (în maghiară Enyedszentkirály, în trad. "Sâncraiu de Aiud"; în germană Königsdorf, "Satul Regelui") este un sat ce aparține municipiului Aiud din județul Alba, Transilvania, România.

## Istoric
Pe Harta Iosefină a Transilvaniei din 1769-1773 (Sectio 139) localitatea apare sub numele de „Maros Sz.Kiraly”.

## Monumente
- Castelul Bánffy
- Monumentul Eroilor Români din Primul Război Mondial. Monumentul a fost dezvelit în anul 1938, pentru cinstirea memoriei eroilor români căzuți în primul Război Mondial și este amplasat în centrul localității. Monumentul este de tipul cruce memorială și s-a realizat din beton, iar împrejmuirea este asigurată de un zid din același material. Pe fațada monumentului este un scurt înscris comemorativ: „1916-1919/ În amintirea eroilor“. Pe partea opusă, de-a lungul brațelor este un alt înscris : „Voi dormiți, iar noi veghem“.
- Biserica Reformată-Calvină
- Biserica de lemn

## Galerie de imagini

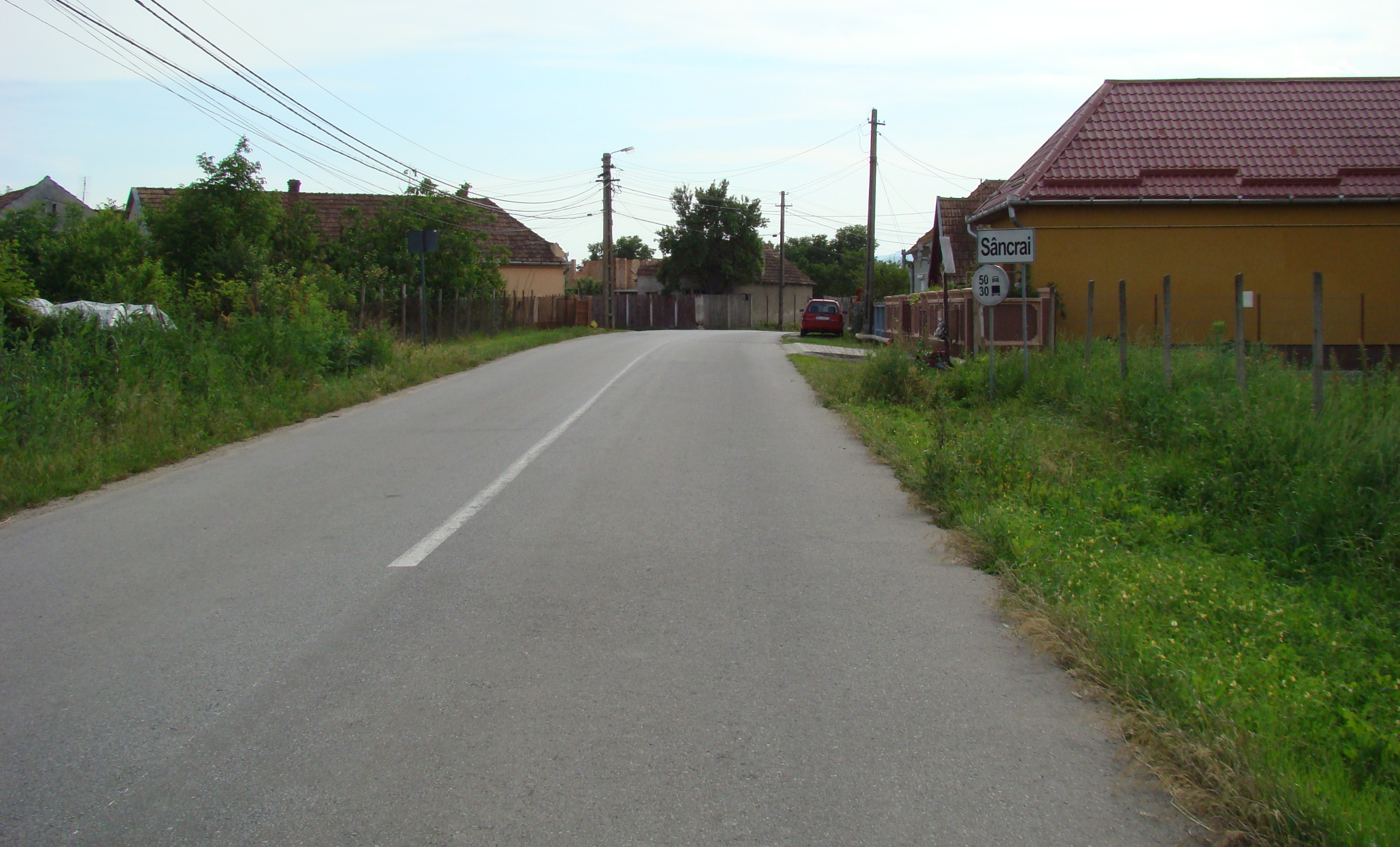
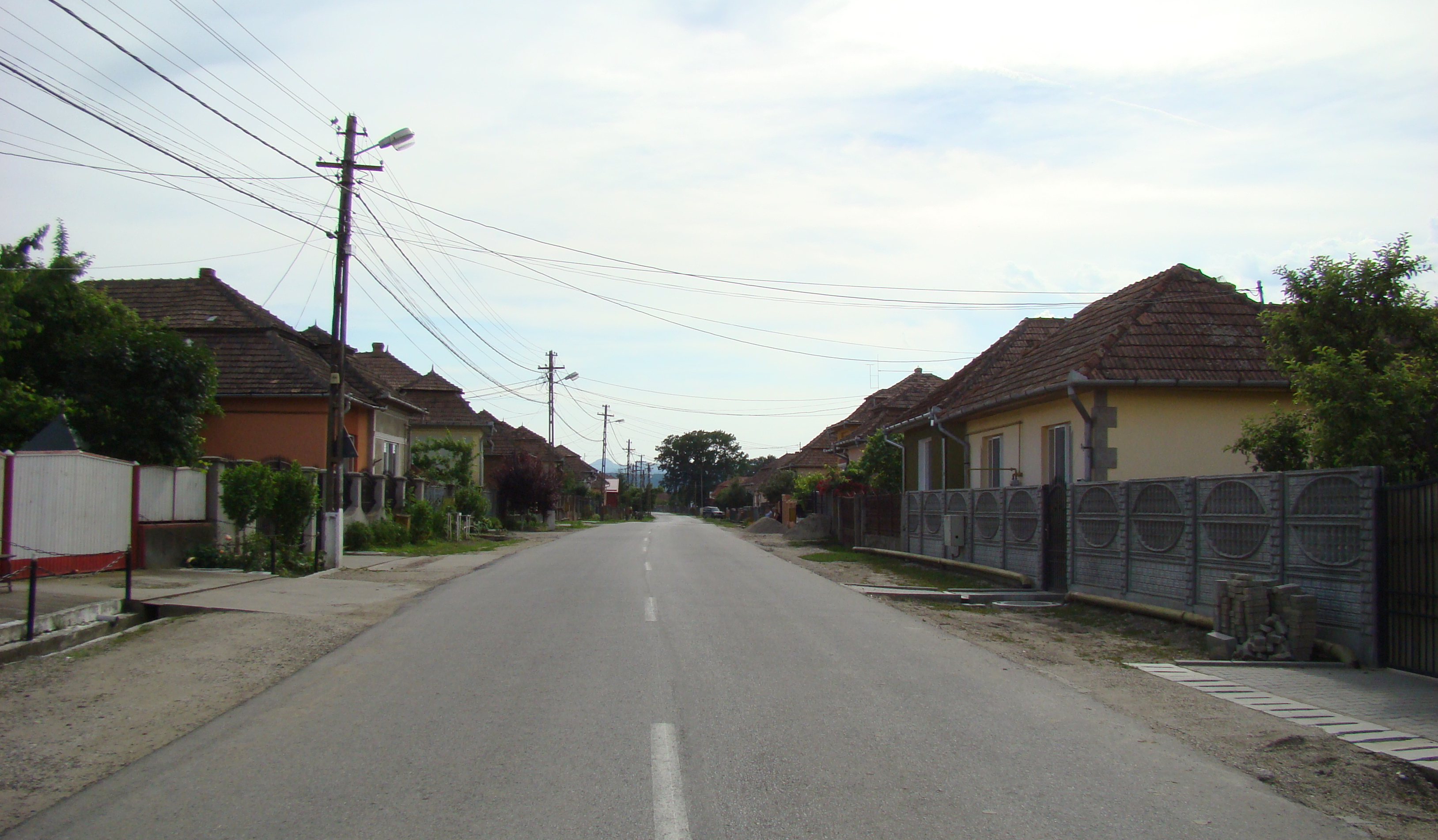
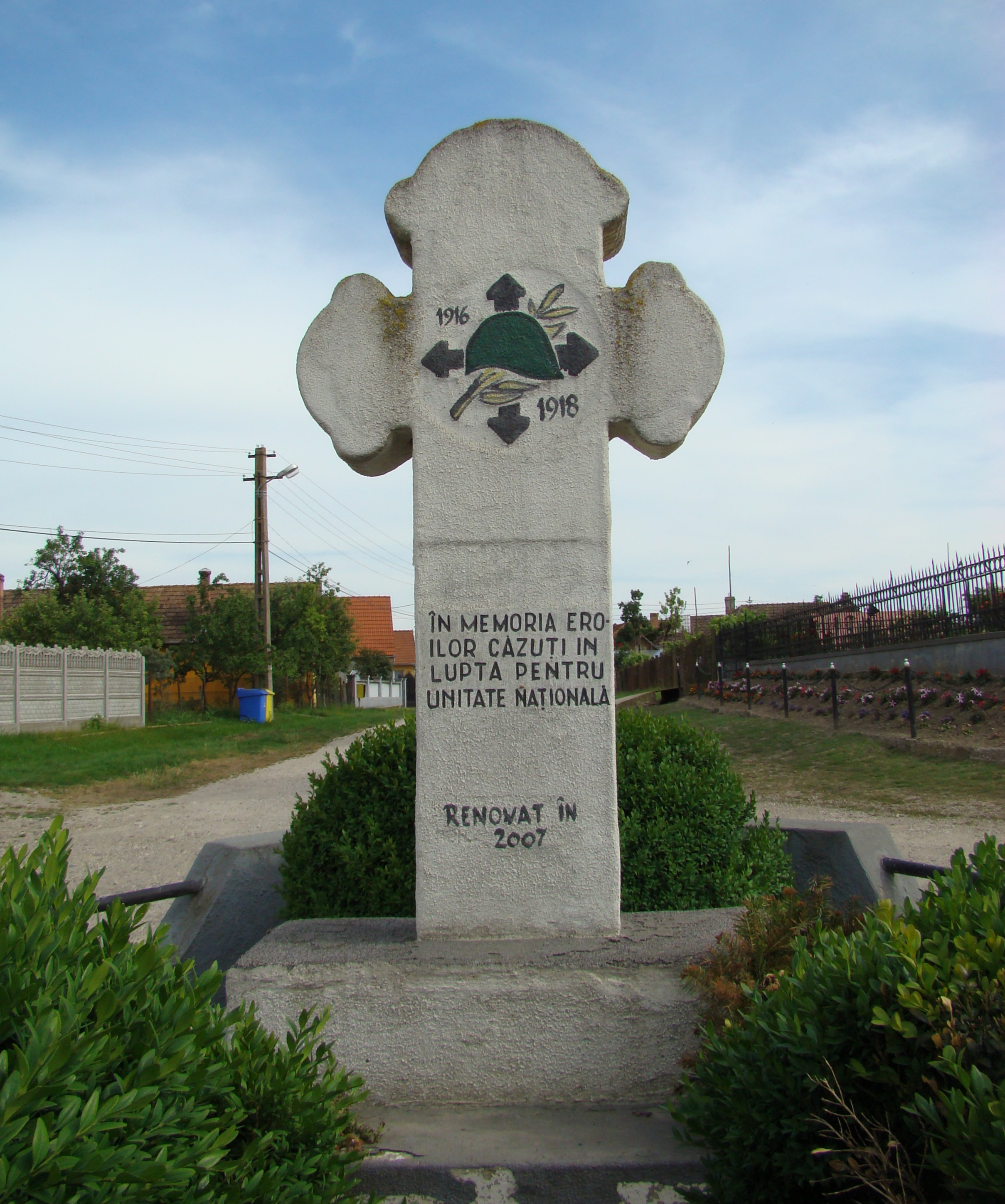
Monumentul Eroilor
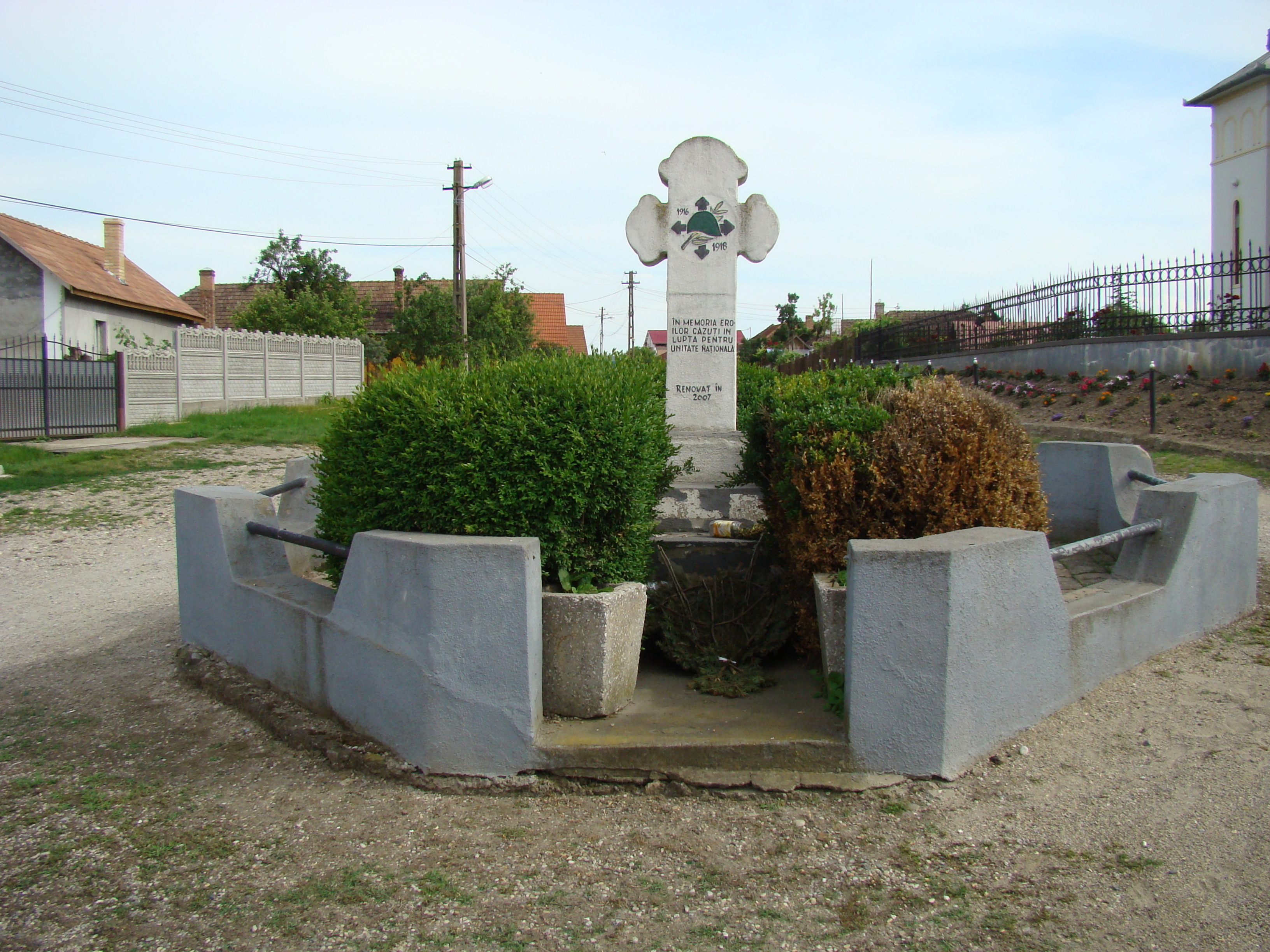
Monumentul Eroilor
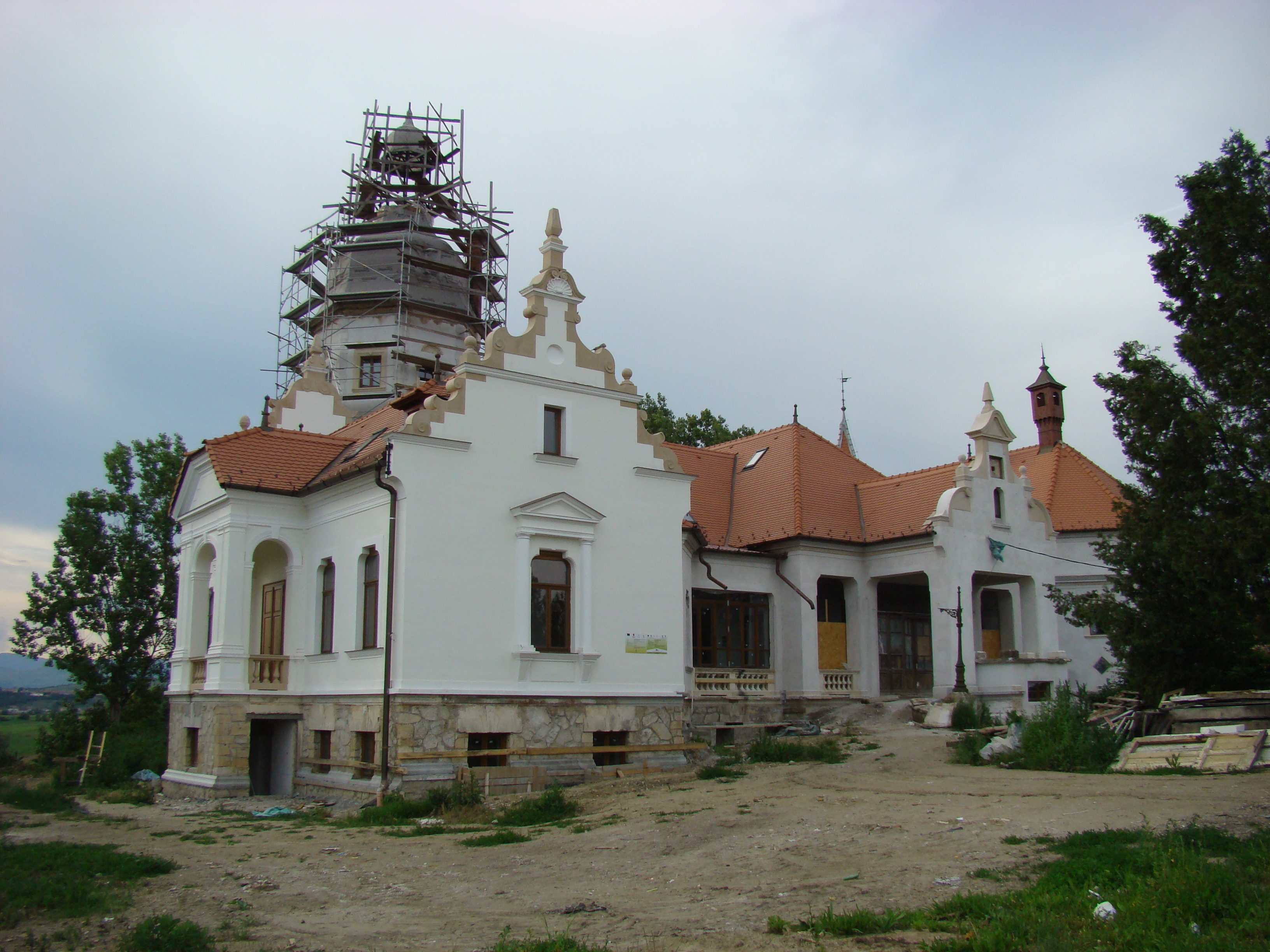
Castelul Bánffy, aflat de mult timp într-un proces de restaurare
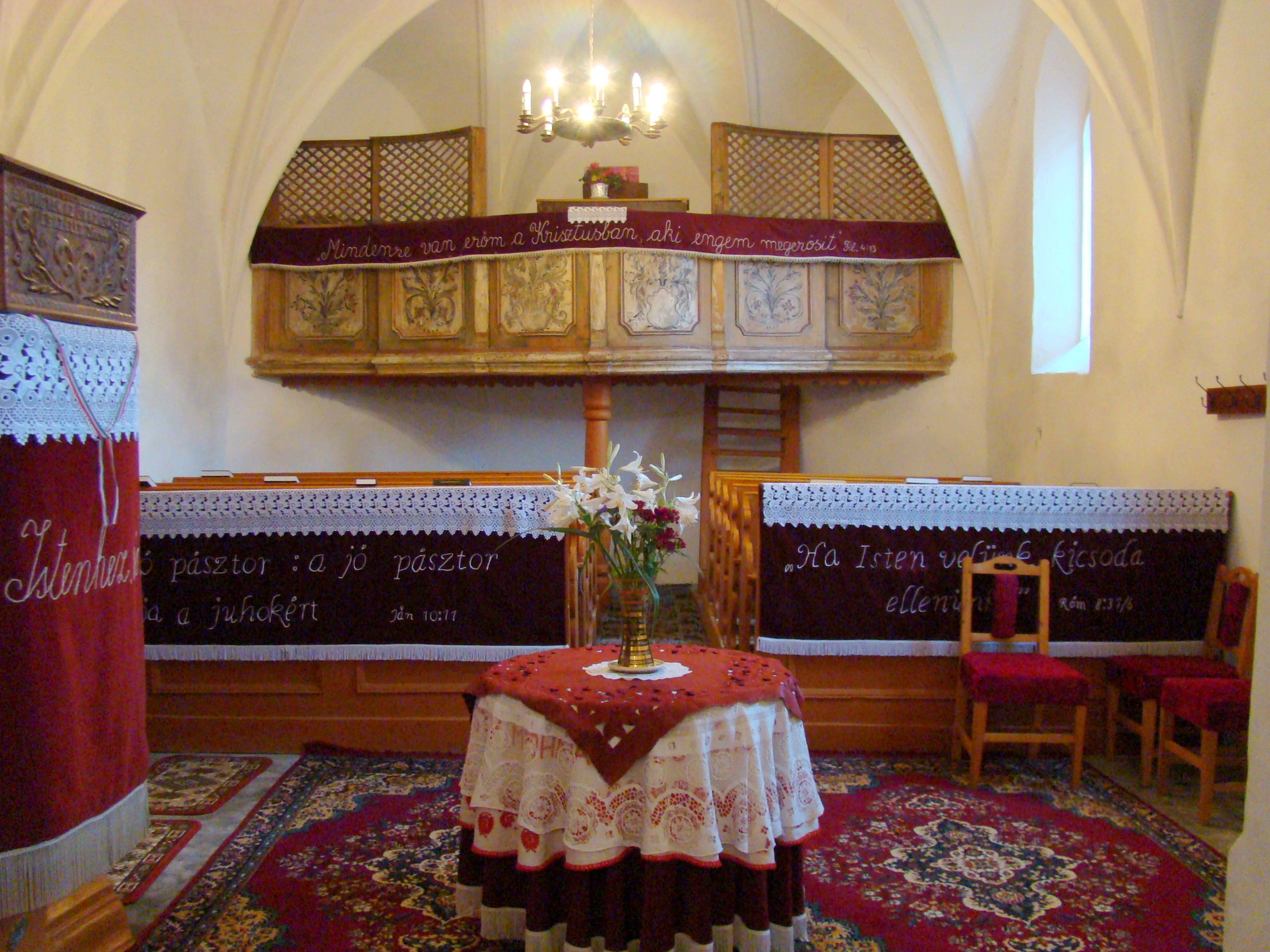
Biserica reformată (monument istoric)
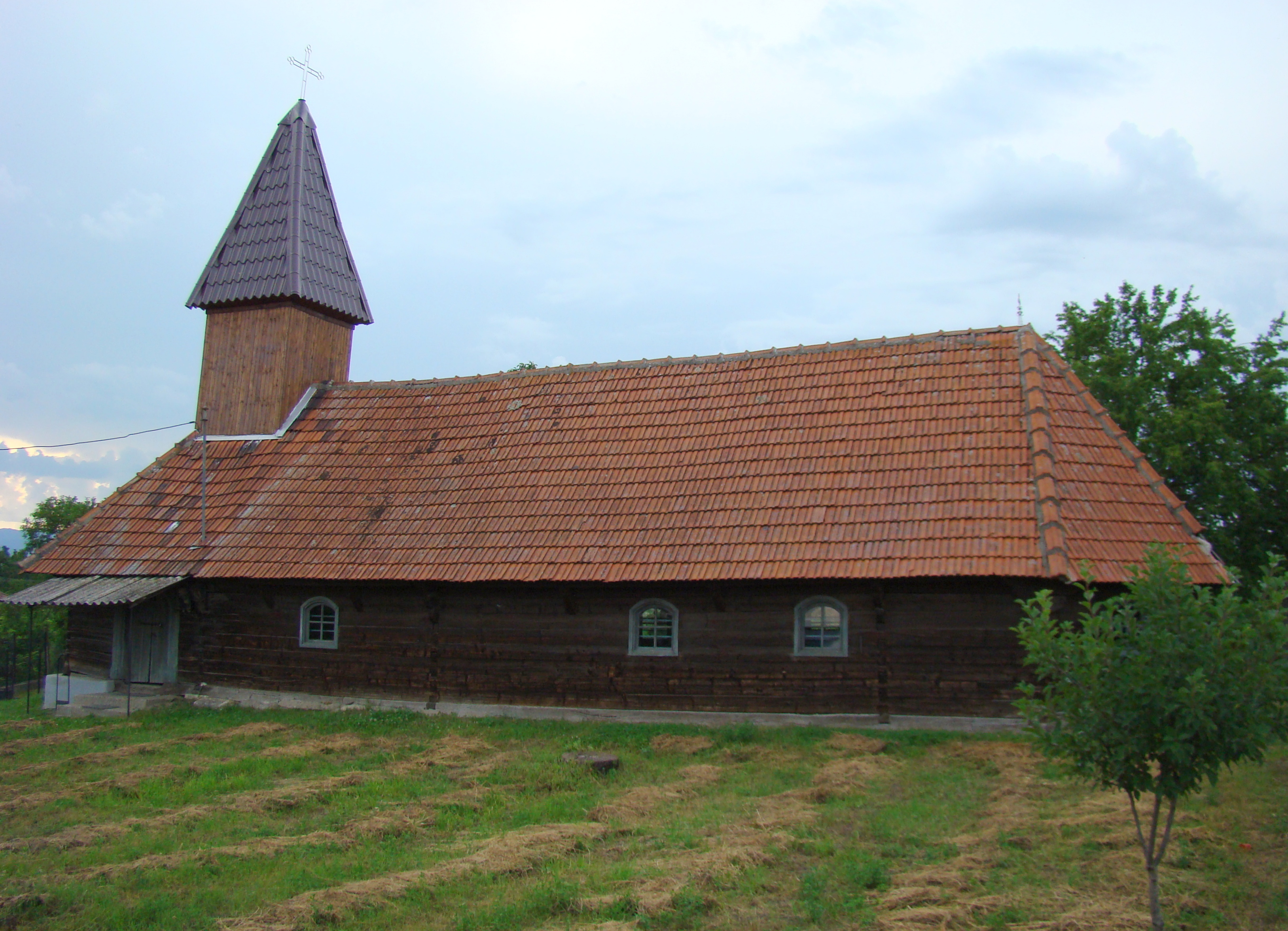
Biserica veche de lemn
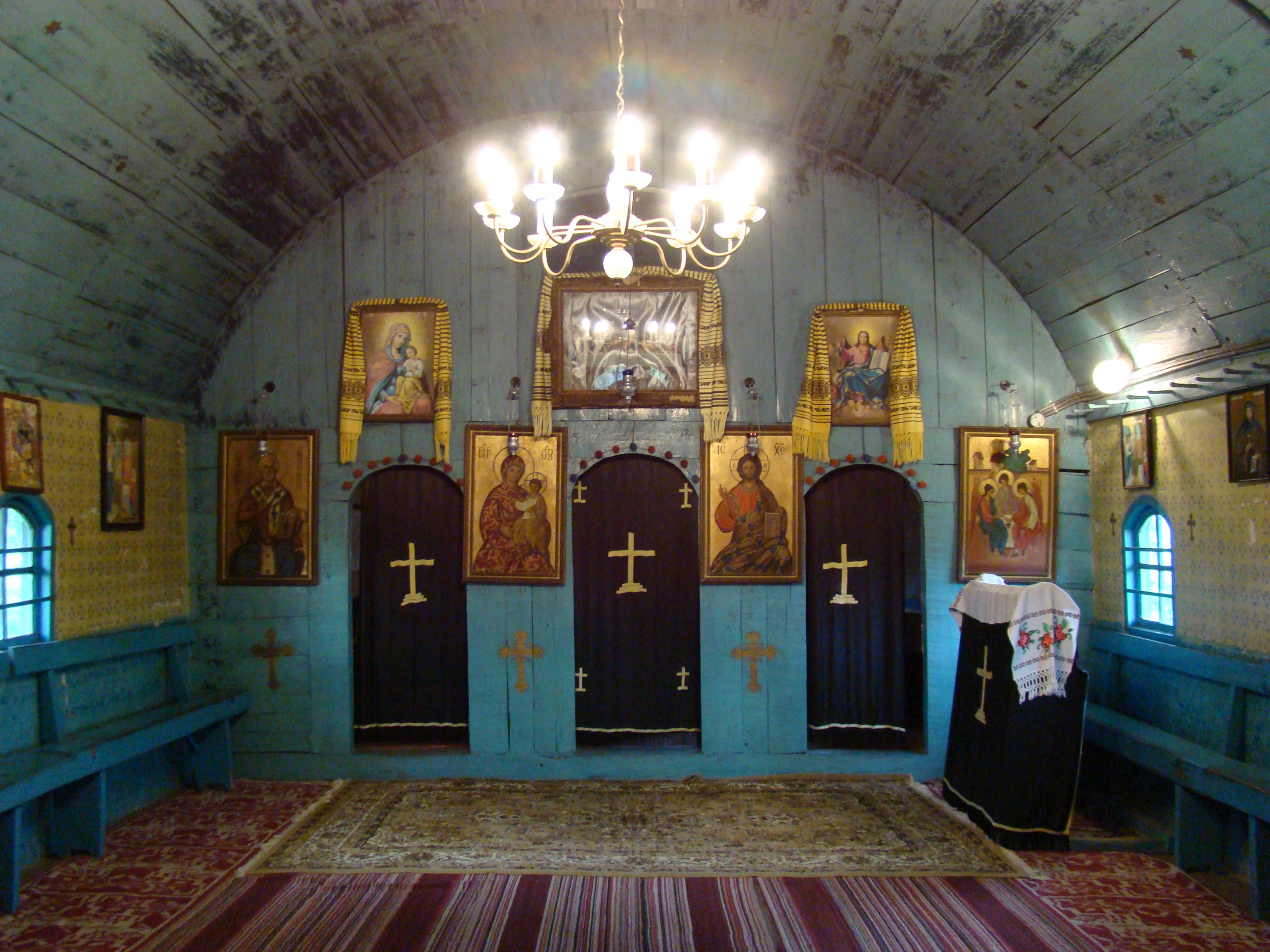
Biserica de lemn
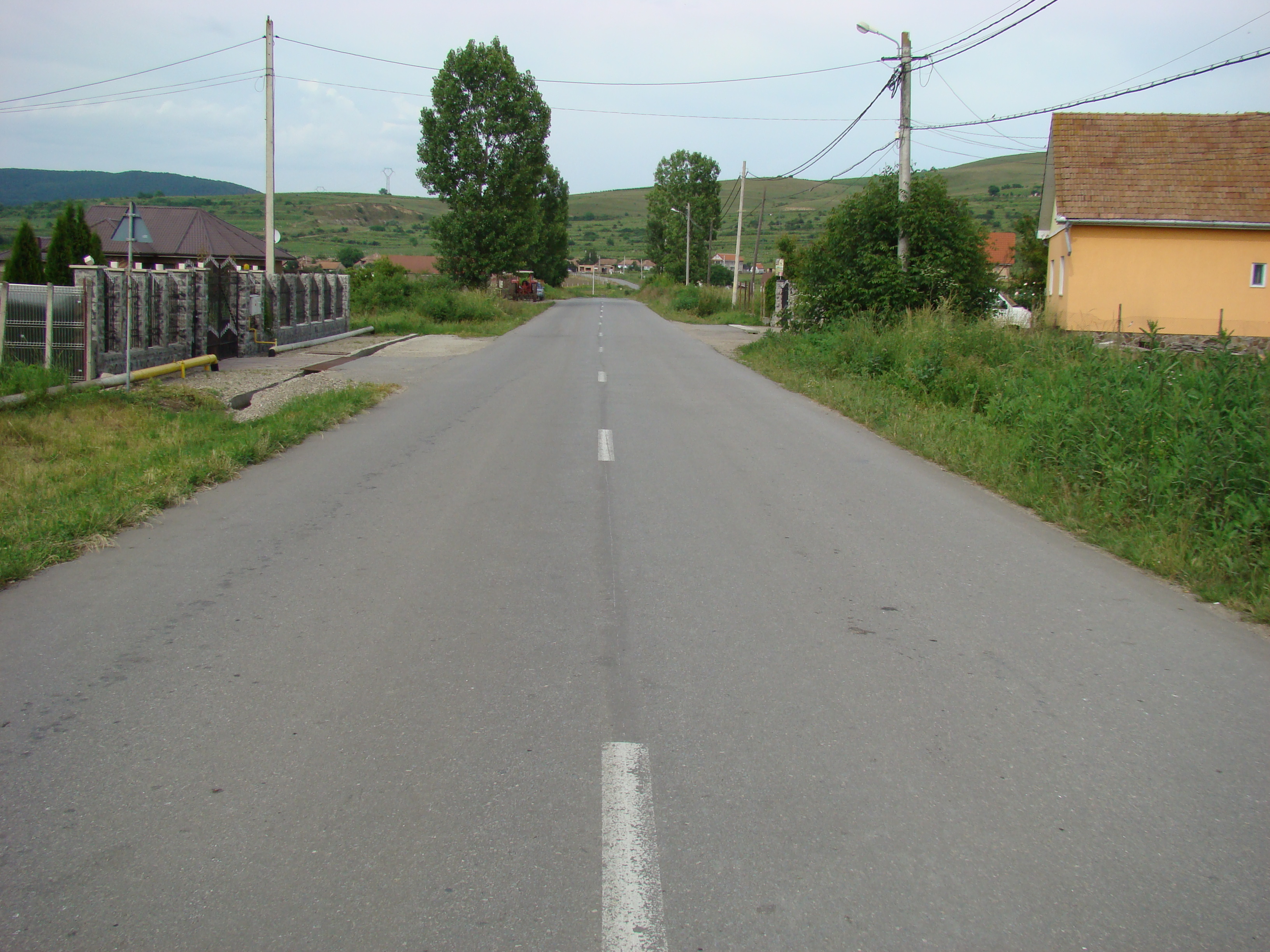
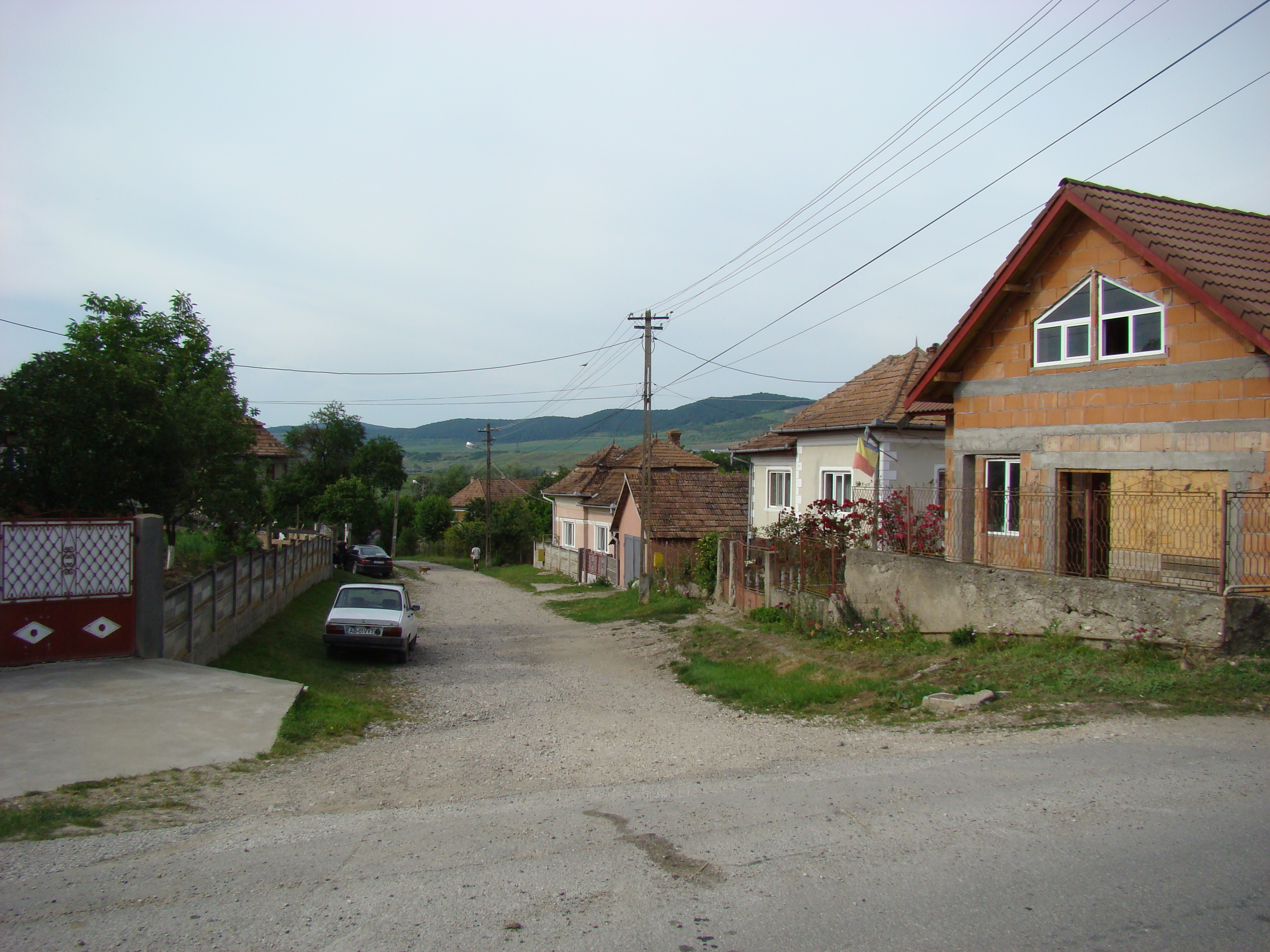
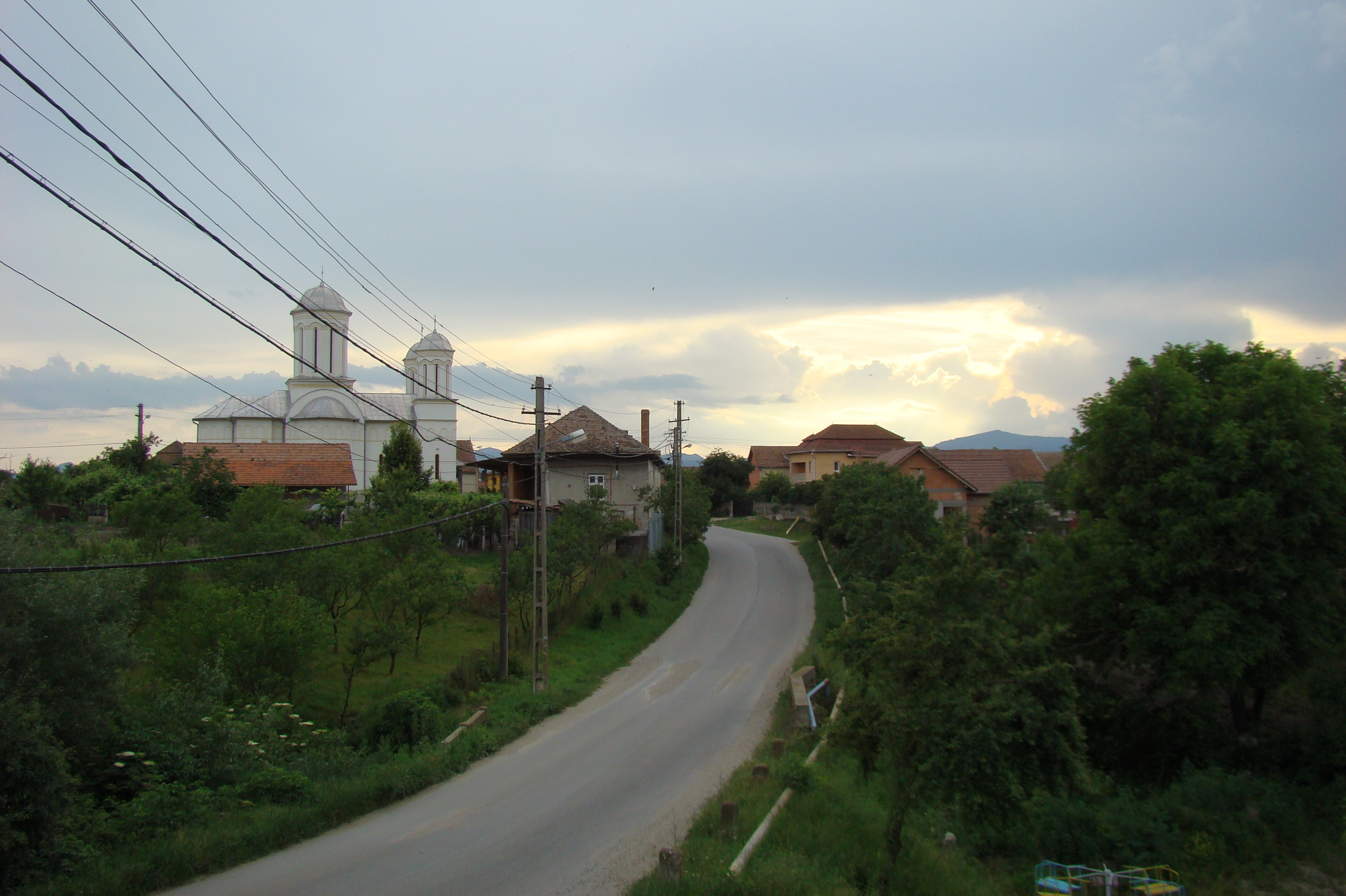
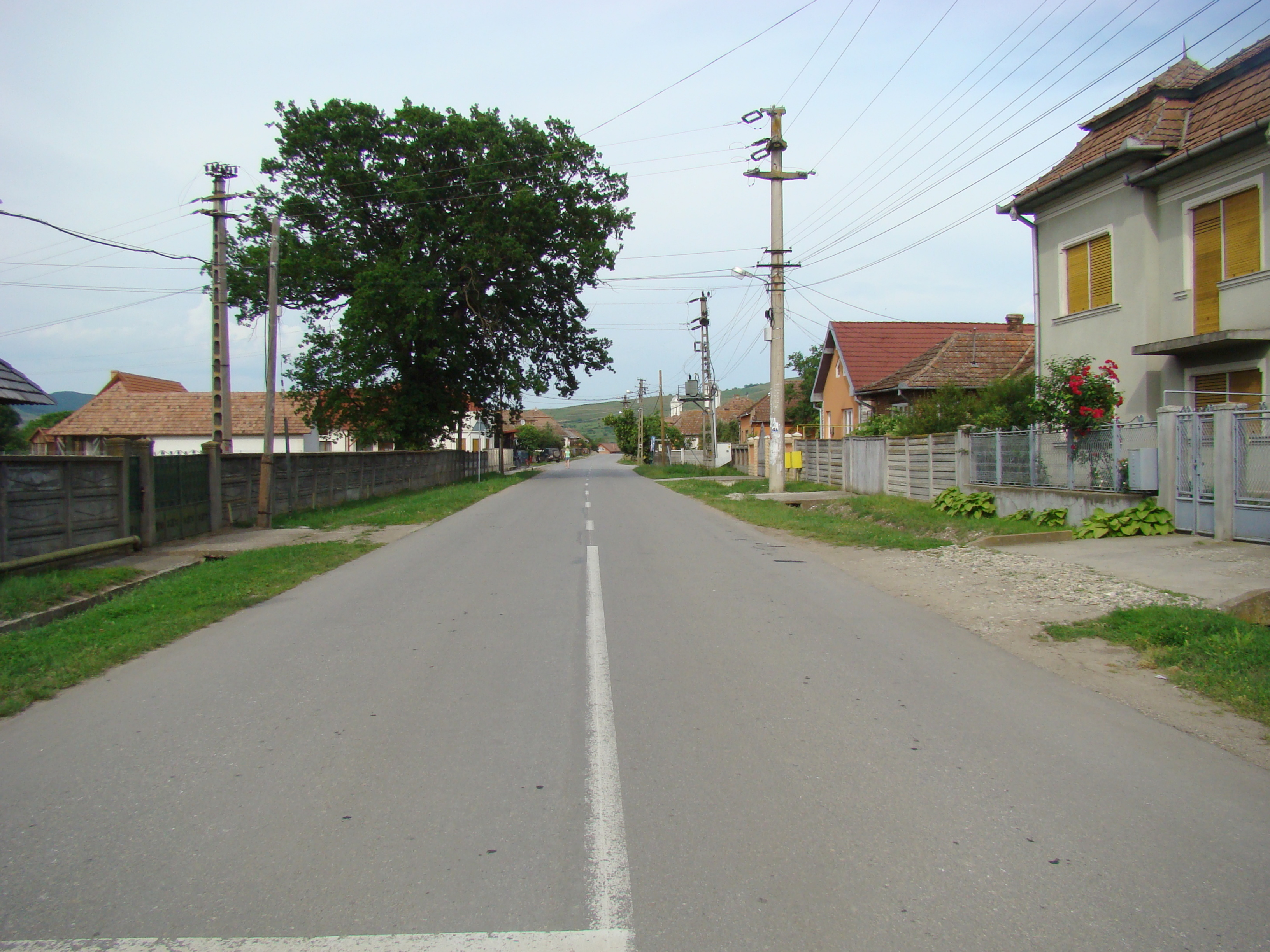